# Ли Ким Хок
Ли Ким Хок (на индонезийски: Lie Kim Hok) е индонезийски писател и общественик, наричан „баща на китайско-малайската литература“.
Той е роден на 1 ноември 1853 г. в Бойтензорг в китайско семейство. В средата на 70-те години започва работа като журналист, а по-късно започва да се занимава с литература и издателска дейност. През 1884 г. издава високо оценената от критиката поема на малайски „Sair Tjerita Siti Akbari“ и малайската граматика „Malajoe Batawi“, а през 1886 г. – „Tjhit Liap Seng“, определян като първия китайско-малайски роман.
Ли Ким Хок умира от тиф на 6 май 1912 г. в Батавия.